# Eeuwselse Loop
De Eeuwselse Loop (ook: Eeuwselsche Loop) is een afwateringsbeek van de Peel die begint op de provinciegrens tussen Limburg en Noord-Brabant, in de gemeente Asten.
De loop doorstroomt het natuurgebied Groote Peel in noordwestelijke richting om vervolgens in westelijke richting te stromen, ten zuiden van Heusden langs, door een recreatiegebied, om dan ten noorden van het broekgebied Starkriet in de Aa uit te monden.
Oorspronkelijk betrof het een moerassig gebied waardoor het water min of meer ongecontroleerd stroomde. Er lagen overstromingsweiden, vennetjes en dergelijke en de beemden waren in stroken verkaveld.
Vanaf 1932 werd een ruilverkaveling doorgevoerd, mede in het kader van werkverschaffing, waarbij de vennen en moerassen werden drooggelegd en de Eeuwselse Loop werd rechtgetrokken teneinde de ontwatering sneller te doen plaatsvinden.
Gezien de voedselrijkdom van de Eeuwselse Loop werd het gedeelte dat door de Groote Peel loopt in 2016 en 2017 in oostelijke richting verlegd om daar parallel aan de Provinciale weg 279 te gaan lopen.
Voorts werd een golfterrein aangelegd (landgoed Het Woold) waarin de beek weer kon meanderen, de oorspronkelijke vennen werden hersteld en ook rekening werd gehouden met de functie van het beekje als ecologische verbindingszone tussen Groote Peel en het Starkriet, waar ze uitmondt in de Aa.